# دیلم جدید
دیلم جدید، روستایی از توابع بخش مرکزی شهرستان شوشتر در استان خوزستان ایران است.

## جمعیت
این روستا در دهستان میان‌آب قرار دارد و براساس سرشماری مرکز آمار ایران در سال ۱۳۸۵، جمعیت آن ۵۷۸ نفر (۸۱خانوار) بوده‌است. همه افراد این روستا از عشیره دیلم هستند